# Horacio Serpa Uribe
Horacio Serpa Uribe, (né le 4 janvier 1943 à Bucaramanga et mort le 31 octobre 2020 dans la même ville, est un homme politique colombien, sénateur au moment de sa mort.
Il a été ministre de l'Intérieur dans le gouvernement d'Ernesto Samper (1994-1998). Il est membre du Parti libéral colombien, dont il a été trois fois le candidat à l'élection présidentielle (1998, 2002, 2006). Depuis 2005, il est vice-président de l'Internationale socialiste. Il a été gouverneur du département du Santander entre 2008 et 2011.